# Sakaryaspor
Sakaryaspor Kulübü Derneği – turecki klub piłkarskim z miasta Adapazarı. Klub powstał w 1965 po fuzji czterech klubów Yıldırımspor, Idmanyurdu, Güneşspor i Ada Gençlik.

## Europejskie puchary
Legenda do wszystkich tabel:
- Q – runda eliminacyjna, 1/16, 1/8, 1/4, 1/2 – odpowiednia faza rozgrywek, Grupa – runda grupowa, 1r gr – pierwsza runda grupowa, 2r gr – druga runda grupowa, F – finał, R – runda, PO – play-off
- k. – rzuty karne, los. – losowanie, Dogr. – dogrywka, w. – zasada bramek strzelonych na wyjeździe

| Sezon   | Rozgrywki                 | Runda | Klub                | Dom | Wyjazd | Ogólnie |
| ------- | ------------------------- | ----- | ------------------- | --- | ------ | ------- |
| 1988/89 | Puchar Zdobywców Pucharów | 1R    | Békéscsabai ESSC    | 2–0 | 0–1    | 2–1     |
| 1988/89 | Puchar Zdobywców Pucharów | 2R    | Eintracht Frankfurt | 0–3 | 1–3    | 1–6     |